# 日本原水爆被害者團體協議會
日本原水爆被害者團體協議會（日语：／ Nihon Gensuibaku Higaisha Dantaikyougikai，亦譯為日本原子彈氫彈爆炸受害者團體協議會、日本原子弹氢弹受害者组织联合会），簡稱日本被團協、日本核弹协，是日本唯一的原爆「被爆者」（受害者）全國組織。日本被團協成立於1956年8月10日，旨在防止核戰爆發，亦主張日本政府釀成原爆死傷。除了爭取東京當局國家賠償，也致力於國際核武裁軍運動。該組織的活動包括提供數千份證人證詞、發布決議和公開呼籲，以及每年向包括聯合國在內的各個國際組織派遣代表團，以倡導全球核裁軍。
2024年，日本被團協獲得諾貝爾和平獎，表彰該組織致力達成全球無核化，並表達永遠不應再次使用核武器。

## 歷史
日本被團協是一個全國性組織，由廣島和長崎各縣的原子彈受害者倖存者團體組成。美國1954年在比基尼環礁進行的“喝彩城堡”熱核武試驗的放射性塵埃導致鄰近環礁居民和日本漁船「第五福龍丸」號的23名船員出現急性輻射症候群。這導致隔年在廣島成立了日本禁止原子弹氢弹世界大会。受到這項運動的啟發和支持，原子彈爆炸倖存者於1956年8月10日在長崎舉行的第二屆理事會年會上成立了日本被團協。
然而，當該委員會於1959年與左傾的日本社會黨一起積極參與反美日安保條約運動時，該運動的團結受到了損害。大量支持者退出委員會，在保守的自民黨的支持下，成立了一個由堅決反共的民社黨領袖松下正俊領導的新組織。1961年，當蘇聯恢復核試驗時，委員會的共產主義派拒絕譴責核試驗，這導致了嚴重的內部緊張局勢。該運動進一步分裂，日本社會黨支持的譴責任何國家進行核試驗的團體脫離了新理事會。反核運動內部的緊張局勢導致一些都道府縣的被團協在地方層級也出現分裂，例如在廣島，那裡既有社會黨支持的同名被團協，也有共產黨支持的同名被團協。 1965年，在政治運動變得高度政治化後，這個全國性組織本身決定不與任何政治運動結盟。

## 概要
日本被團協是由遍布日本全國的廣島原爆、長崎原爆倖存者團體加盟而成，主要活動如下：
- 倡導廢除核武與原爆被害者的國家賠償要求
- 向日本政府、聯合國、各國政府的請願活動
- 推動締結廢除核武的國際條約，召開國際會議，制定非核法，改正被爆者援助法的國家賠償法律，充實被爆者政策
- 向國內外普及被爆者真相的活動
- 原爆被害的調査、研究、出版、展示、集會、代表派遣
- 被爆者的諮詢、援助活動

2017年，國際廢除核武器運動（ICAN）獲得諾貝爾和平獎。日本出身的廣島原爆倖存者瑟羅節子（舊姓中村）代表領獎。日本被團協的領導人田中熙巳、藤森俊希以及廣島市市長松井一實、長崎市市長田上富久皆出席觀禮。

## 榮譽
- 1985年、1994年、2015年：獲瑞士國際和平局提名角逐諾貝爾和平獎[8][17]
- 2010年：社會活動獎（諾貝爾和平獎得主世界峰會）
- 2016年：朝日獎特別獎
- 2024年：諾貝爾和平獎[18]

## 外部連結
- 日本原水爆被害者団体協議会の公式ホームページ （页面存档备份，存于）